# Nino

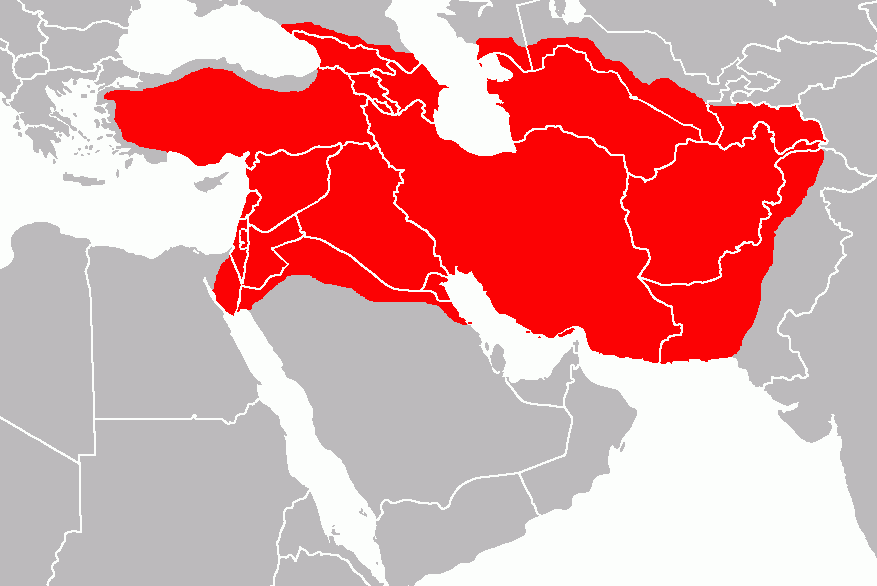
Imperio mítico de Nino, tal y como lo describe Diodoro 2000 años después de su supuesto reinado, superpuesto a las fronteras actuales

Nino o Nĭnus fue un personaje de leyenda (se le relaciona con el legendario rey Nemrod de Mesopotamia), y es referido como el rey fundador del primer imperio de Asiria según fuentes del período helenístico y ulteriores, al que se atribuye el epónimo de la ciudad de Nínive, Ninua, que se convirtió, durante el reinado de Senaquerib, en una de las ciudades más grandes del mundo antiguo. 
Según la tradición, Nino, hijo de la divinidad Baal, logró conquistar la totalidad de Asiria con el apoyo del rey de Arabia Ariaeo. Durante el asedio a la ciudad de Bactriana, conoció a la esposa de su oficial Menón, Semíramis, de quien se enamoró y desposó tras forzar el suicidio de su marido.
A la muerte de Nino, tras 52 años de reinado hacia el 2189 a. C. Semíramis se encargó del gobierno del imperio, que logró extender hasta Etiopía y la India, erigiendo un monumento funerario a la memoria de Nino, cerca de Babilonia, que más tarde sería escenario de inspiración de la obra Píramo y Tisbe. Otros dicen que la propia Semíramis fue la asesina de Nino.
El romance entre Nino y Semíramis ha inspirado diferentes obras artísticas desde el siglo II con los fragmentos del romance de Nino del autor griego Longo. Mosaicos encontrados en Antioquía de Orontes representan escenas relacionadas con Nino y Semíramis. Por su parte, Lope de Vega le dedicó el soneto CLXXXVII de sus Rimas titulado Al rey Nino, Semíramis famosa.

## Versión de Juan Malalas
Algunos imaginaron a Nino como uno de los hijos de Belo. Según Juan Malalas, Cronos tuvo un hijo llamado Pico, que era llamado Zeus por sus padres debido al planeta [Júpiter]. Crono tuvo otro hijo llamado Nino y una hija llamada Hera. Después de Belo, Nino, el otro hijo de Cronos, fue rey de Asiria. Tomó a su madre Semíramis como esposa, de donde es costumbre para los persas casarse con sus propias madres y hermanas. Nino, habiendo llegado a ser señor de Asiria fundó Nínive, la ciudad de los asirios y fue el primero en gobernar en ella. Tuvo a Semíramis-Rea como su esposa y madre. De su linaje nació Zoroastro, el famoso persa, quien, a punto de morir, rogó ser consumido por el fuego celestial. Dijo a los persas «si el fuego me quema, tomad mis huesos quemados y guardadlos, y la realeza no faltará en vuestro país mientras guardéis mis huesos». Habiendo orado a Orión fue consumido por el fuego del aire, y los persas hicieron lo que les dijo, y guardaron sus restos, convertidos en cenizas, hasta ahora. Después de Nino Turas fue rey de los asirios. Su padre Zames, hermano de Rea, le dio el nombre del planeta Ares [Marte]. Se convirtió en un guerrero feroz, que guerreó contra las partes septentrionales. Atacó al Cáucaso un hombre poderoso, nacido gigante y muy guerrero, descendiente de la tribu de Jafet, hijo de Noé. El hermano de Nino, Pico Zeus, siguió reinando sobre Italia. En aquellos años no había ni ciudad ni gobierno en el oeste, sino que toda aquella tierra estaba simplemente ocupada por los de la tribu de Jafet que se habían trasladado allí. Pico Zeus vivió ciento veinte años, controlando el oeste y siendo rey sobre él. Así que Perseo fue persuadido por su padre Pico Zeus. Más tarde, tras la muerte de su padre Pico cuando alcanzó la mayoría de edad, codició el reino de los asirios envidiando a los hijos de Nino, su tío, hermano de su padre. Habiendo recibido una profecía, fue a Libia. En el camino una virgen, aldeana, conoció a Perseo. Tenía el pelo y los ojos salvajes. De pie frente a ella, él le preguntó: «¿Cómo te llamas?». Ella respondió libremente: Medusa. Marsias vivió en su granja todo el tiempo. Habiendo provocado la ira de Dios, perdió el juicio, se arrojó al río y murió. A este río la gente de aquel país lo llama Marsias hasta ahora. Los poetas cuentan que entró en conflicto con Apolo. Dicen esto, porque habiendo cometido blasfemia perdió la razón y fue asesinado, que es lo que el más sabio Nino escribió.